# Atavist
Atavist è il quinto album in studio del gruppo musicale metal statunitense Otep, pubblicato nel 2011.

## Tracce
1. Atavist Animus – 0:46
2. Atom to Adam – 4:05
3. Drunk on the Blood of Saints – 4:04
4. Remember to Forget – 4:24
5. Skin of the Master – 3:47
6. We Dream Like Lions – 3:13
7. I, Alone – 3:41
8. Baby's Breath – 7:12
9. Fists Fall – 3:50
10. Stay – 4:43
11. Bible Belt – 5:38
12. Not to Touch the Earth (cover dei The Doors) – 5:32

## Formazione
- Otep Shamaya - voce
- Markus Estrada - chitarre
- Rani Sharone - chitarre
- Ulrich Wild - tastiere, chitarre
- Collyn McCoy - basso
- Tony Campos - basso
- Gil Sharone - batteria